# 沃赫托加
沃赫托加（羅馬化：Vokhtoga）是俄罗斯沃洛格达州的市级镇，属格里亚佐韦茨区，在区行政中心格里亚佐韦茨东、州府沃洛格达东南方。
该地2021年人口有5,247人；2010年人口6,376；2002年人口7,247；1989年人口7,623。